# Донегол (аеропорт)
Аеропорт Донегол (англ. Donegal Airport, ірл. Aerphort Dhún na nGall, (IATA: CFN, ICAO: EIDL)) — цивільний пасажирський аеропорт в Ірландії. Аеропорт знаходиться за 3,7 км від селища Банбег.

## Історія
На середину 1980-х років на місці майбутнього аеропорту була ґрунтова злітно-посадкова смуга, яка була оснащена твердим покриттям і обладнана тимчасовими спорудами, кошти на будівництво виділялися урядом Ірландії, приватними інвесторами, консульством графства Донегол, Міжнародним фондом Ірландії і Європейським фондом регіонального розвитку. В 1986 році аеропорт почав роботу, в 1990-х роках злітно-посадкова смуга була подовжена до півтора кілометрів, був побудований новий термінал, аеропорт отримав сучасні засоби навігації.

## Авіалінії та напрямки
| Авіакомпанія        | Пункт призначення |
| ------------------- | ----------------- |
| Aer Lingus Regional | Дублін            |
| Loganair            | Глазго            |

## Статистика
| 2008                              | 65,539 |          |
| 2009                              | 50,761 | ▼22.5 %  |
| 2010                              | 46,825 | ▼7.8 %   |
| 2011                              | 38,309 | ▼18.1 %  |
| 2012                              | 29,226 | ▼23.7 %  |
| 2013                              | 33,768 | ▲15.5 %  |
| 2014                              | 35,415 | ▲4.9 %   |
| 2015                              | 36,552 | ▲3.2 %   |
| 2016                              | 44,156 | ▲ 20.8 % |
| 2017                              | 46,514 | ▲ 5.3 %  |
| Source: Central Statistics Office |        |          |